# Onikan Stadium
Onikan Stadium – wielofunkcyjny stadion w Lagos w Nigerii.
Najczęściej używany jest jako stadion piłkarski, a swoje mecze rozgrywa na nim drużyna Julius Berger FC. Stadion może pomieścić 5 tysięcy widzów.